# Till Nikolaus von Heiseler

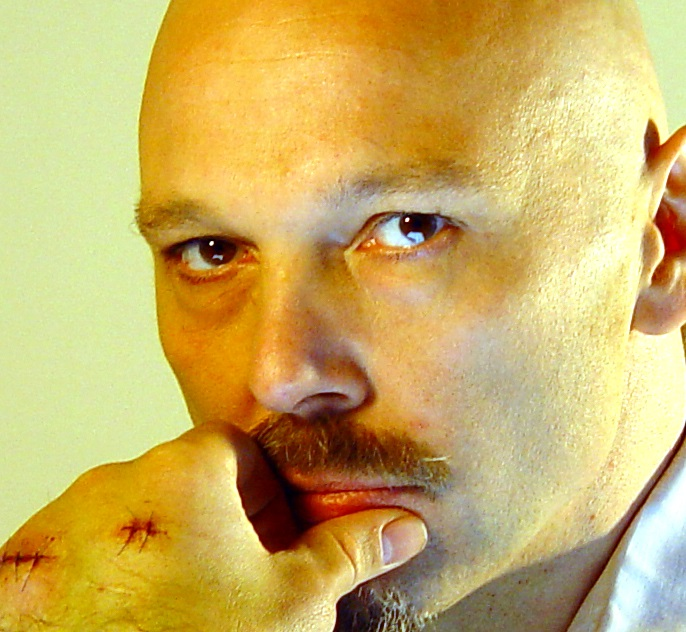
Till Nikolaus von Heiseler (2007)

Till Nikolaus von Heiseler (* 18. April 1962 in Braunschweig) ist ein deutscher Autor, Regisseur und Performer.

## Leben
Till Nikolaus von Heiseler wurde 1962 als erster Sohn des Privatgelehrten, Dichters und Übersetzers Johannes Henrich von Heiseler und seiner Frau Ingrid geboren. Er ist der Enkel des Schriftstellers Bernt von Heiseler und Urenkel des Schriftstellers Henry von Heiseler. Kurz vor der Einschulung siedelte die Familie nach Wolfsburg über. Seinen ersten Text veröffentlichte er bereits im Alter von acht Jahren in der Wochenzeitung Die Zeit.
Ab 1990 entwickelte er freie Produktionen sowohl in Basel als auch in Berlin (Tacheles). Zwischen 1991 und 1993 inszenierte er am Kleist-Theater Frankfurt (Oder) seine eigenen Stücke, aber auch Hörspiele im Saarländischen Rundfunk und im Deutschlandradio. Wichtige Partner waren die Komponisten Conrado del Rosario, Helmut Oehring und die Schauspielerin und Performerin Michaela Caspar. 1994 brach er überraschend mit dem Theater und beendete seine Arbeit als Dramatiker und Theaterregisseur, um sich mit offeneren künstlerischen Formen und vor allem mit Performance und „Unsichtbarer Literatur“ zu beschäftigen.
Ab Mitte der 90er Jahre wurde er Teil einer literarischen Gruppierung, die eine „Unsichtbare Literatur“ vertritt. Diese schließt insbesondere an den Moskauer Konzeptualismus, das Unsichtbare Theater von Augusto Boal und die „Literatur der Hinterzimmer“ an. Literarische Werke werden hier bewusst nur in einem kleinen Kreis gelesen, weitergegeben und diskutiert. Darüber hinaus werden literarische Formen gewählt, die nicht sofort als Literatur zu erkennen sind (Briefe an Behörden, Klo-Sprüche, Performances).
Zusammen mit Michaela Caspar entwickelte Heiseler die Performances Ein sehr kurzes Stück für Bankdirektoren, 21. August 1997 und das Projekt Neue Länder – Neue Identitäten (eine fiktive Infobox der Bundesregierung). Ab 2001 begann er sich mit Video zu beschäftigen und entwickelte im Kollektiv der Neuen Methodiker e. V. neue Methoden der Produktion und Distribution von Bewegtbildmedien (Video). Diese Methoden sind dem Unsichtbaren Theater und der Performance verpflichtete Techniken und arbeiten in der Regel mit der Vermischung von Fiktion und Realität. Oft wird mittels performativer Methoden eine Realität hergestellt, die dann mit Handkameras dokumentiert wird.
Heiseler ist Autodidakt und lehrte an folgenden Universitäten: Freie Universität Berlin, Technische Universität Berlin, Humboldt-Universität Berlin, Hochschule für Gestaltung und Kunst Zürich, Hochschule für Bildende Künste Braunschweig. Seine Methoden der Wissensinszenierung und der Wissensmoderation für Forschung und Lehre basieren auf medientheoretischen Überlegungen und auf inszenatorischem und theatralem Praxiswissen.
2007 begann er gemeinsam mit Jan-Peter E.R. Sonntag im Tesla Berlin mit einer Salonreihe zum Thema „Narrationen im elektronischen Zeitalter“, die er nun gemeinsam mit der transmediale weiterführt. Sein 2008 veröffentlichtes Buch Medientheater, Kadmos Berlin (mit Wolfgang Ernst, Dirk Baecker u. a.) thematisiert die Entwicklung neuer Theorieformate und ist gleichzeitig selbst ein Experiment. 2014 erschien ein längeres Gespräch mit dem Medienphilosophen Friedrich Kittler, das von Heiseler einige Monate vor Kittlers Tod führte und eine Art Vermächtnis darstellt.
Heiseler ist Gründer des Kollektivs der NEUEN METHODIKER e.V (2001) und Mitbegründer des Possible World e.V (zusammen mit Michaela Caspar). Zurzeit beschäftigt er sich neben seinen künstlerischen Projekten vor allem mit Medientheorie, Wissensinszenierung und entwickelte eine Theorie zur Entstehung der Sprachfähigkeit.
Er ist Vater von Zwillingen, darunter die Schauspielerin Emilia von Heiseler (* 1994), und lebt als künstlerischer Leiter des Formatlabors in Berlin.

## Werke (Auswahl)

### Theaterstücke
- 1990 Der Tag mit der Frau mit den Blumen – Theaterstück (UA Stückfärberei Basel, Schweiz), Regie: Dorothea Koelbing.
- 1992 Die Bauchschläferin – ein Opernfragment in 7 Versuchen (UA am Kleist-Theater Frankfurt/Oder, Komposition: Conrado del Rosario), Regie: Der Autor.
- Die Stimme einer Frau – Hörspiel mit Musik (Saarländischer Rundfunk, Komposition: Conrado del Rosario), Regie: Der Autor. UA als Performance 1994, Künstlerhaus Schloss Wiepersdorf, finanziert vom Ministerium für Wissenschaft, Forschung und Kultur Brandenburg, Regie: Der Autor. Finnische Übersetzung: Yleisradio, YLE, Helsinki, Finnland, 1994.
- Der Tag mit der Frau mit den Blumen (DE Kleist-Theater Frankfurt/Oder), Regie: Peter Zimmermann.
- 1993 Nadas Traum – Theaterstück mit Musik/Schauspieloper (UA am Kleist-Theater Frankfurt/Oder, Komposition: Helmut Oehring), Regie: Der Autor.
- 1994 Der Gedichtemacher – Schauspieloper (UA im Tacheles, Berlin und Staatstheater Cottbus, Brandenburg, Komposition: Sibylle Pomorin, finanziert vom Ministerium für Wissenschaft, Forschung und Kultur Brandenburg, dem Berliner Senat für kulturelle Angelegenheiten und dem Fonds Darstellende Künste e. V.), Regie: Der Autor.
- 1996 Gladiatoren / Liebende (Theaterstück und Hörspiel, DeutschlandRadio Berlin, Musik: Conrado del Rosario), Regie: Der Autor.
- 1997 Ein sehr kurzes Stück für Bankdirektoren (UA, unangemeldete Performance in Banken zu den regulären Öffnungszeiten, Berlin, Potsdam, Hamburg, Frankfurt am Main, Komposition: Achim Kubinski / Michaela Caspar, finanziert vom Ministerium für Wissenschaft, Forschung und Kultur Brandenburg), Regie: Der Autor.
- Iris und Ida – Ein Stück in fünf Akten. (UA, begehbare Installation mit zwei Schauspielerinnen und einem Bassisten in der Potsdamer Fußgängerzone, mit Michaela Caspar, Sanja Spengler und Matthias Bauer, finanziert vom Ministerium für Wissenschaft, Forschung und Kultur Brandenburg), Regie: Der Autor.
- Anekdoten von mir (Aktion im Schaufenster in der Potsdamer Fußgängerzone, finanziert vom Ministerium für Wissenschaft, Forschung und Kultur Brandenburg), Regie: Der Autor.
- 2006 Ohne Titel [23], Theorieperformance mit Michaela Caspar und Séan D.C. Marquardt, Tesla Berlin, Gemäldegalerie Berlin u. a.
- 2009 Re:play Haydn – Konzeptperformance, Collegium Hungaricum Berlin, mit der Kammersymphonie Berlin, Konzept und künstlerische Leitung.
- 2011  Medea! Die Wahrheit! Me Dea F! (Theaterstück für Hörende und Gehörlose), UA: Regie: Michaela Caspar, Ballhaus Ost.
- 2014 Die taube Zeitmaschine (Theaterstück nach Improvisationen und historischen Materialien), UA: Regie: Michaela Casper, Bühne: Jan-Peter E.R. Sonntag, Ballhaus Ost Berlin.[15][16]

### Sonstige Veröffentlichungen
- 1983 Schwarze Rosen (Lyrik), Göttingen
- 1991 Der Tag mit der Frau mit den Blumen u. a. Theaterstücke, edition sisyphos, Berlin ISBN 3-927885-11-8.
- 2008 Medientheater – Inszenierte Medientheorie (Theorie), Kulturverlag Kadmos, Berlin, ISBN 3-86599-048-7, ISBN 978-3-86599-048-8.
- 2014 Die Flaschenpost an die Zukunft. Mit Friedrich Kittler, Kadmos, ISBN 3-86599-235-8.